# Acidaliastis dissimilis
Acidaliastis dissimilis är en fjärilsart som beskrevs av W. Warren 1905. Acidaliastis dissimilis ingår i släktet Acidaliastis och familjen mätare. Inga underarter finns listade i Catalogue of Life.